# Coffeehouse

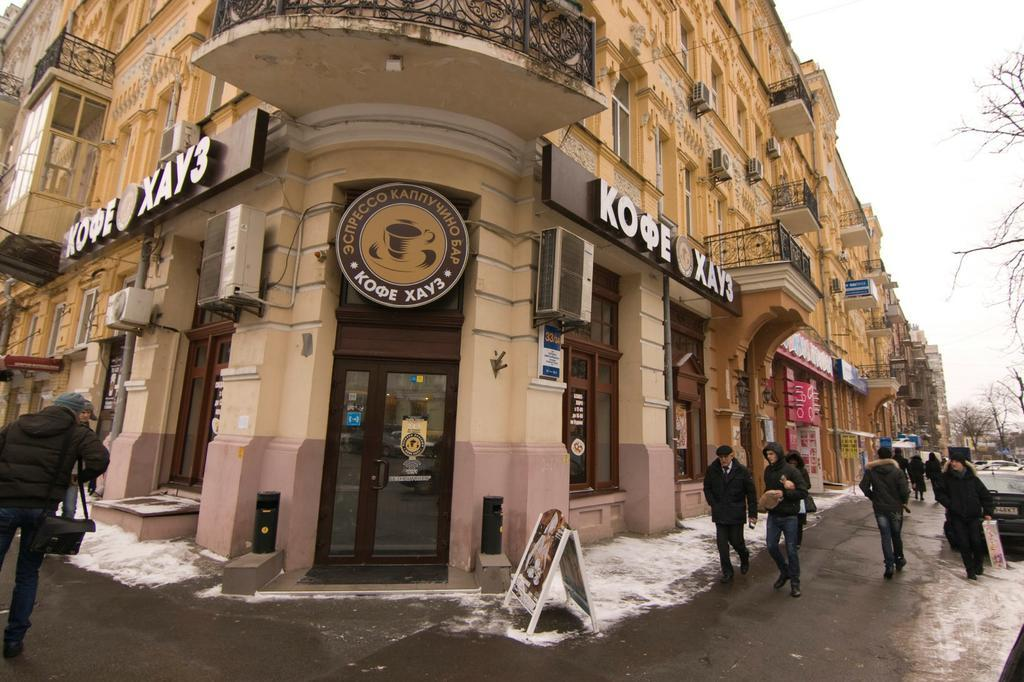
Filiale in Kiew

Coffeehouse (russifizierte Schreibweise russisch Кофе Хауз) ist eine russische Kaffeehauskette, die auch in der Ukraine vertreten ist und nach eigenen Angaben Marktführer in Russland war. Im Oktober 2014 wurde das Unternehmen von dem russischen Restaurant-Mogul Alexander Kolobov übernommen, der u. a. die Kaffeehäuser Schokoladniza (Shokoladnitsa oder Шоколадница) und rund 100 Burger-King-Filialen in Russland kontrolliert und Gesellschafter der Yi-Ko Holding in Stade bei Hamburg ist.

## Geschichte
Das Unternehmen wurde vom russischen Unternehmer Timur Chairutdinow gegründet, der am 29. September 1999 die erste Filiale in Moskau eröffnete. Schon bald kamen weitere Kaffeehäuser dazu, und man expandierte in die Ukraine. Die Filialen befinden sich bis heute (2013) nur in Millionenstädten, neben Moskau in Sankt Petersburg, Nowosibirsk, Jekaterinburg, Kasan und Kiew.
2004 startete das Unternehmen unter der Bezeichnung „Asia Cafe“ eine Marke, die sich auf asiatische Küche fokussiert. 2006 wurde mit „Vinaigrette Cafe“ eine weitere Marke eingeführt, die sich auf traditionelle russische Küche konzentrierte. Als Starbucks auf den russischen Markt expandierte, verlor Coffeehouse zunehmend Marktanteile an den amerikanischen Konkurrenten und geriet ab 2007 in finanzielle Schwierigkeiten, konnte sich nach dem Einstieg mehrerer Investoren aber wieder stabilisieren.  2013 betrieb das Unternehmen etwa 200 Filialen, davon 62 in Sankt Petersburg. 2014 wurde Coffeehouse von Alexander Kolobov übernommen, ein Teil der Häuser wird in Burger Kings und Vabi Sabi Restaurants umgewandelt, aber auch in Schokoladniza Kaffeeshops.

## Kritik
Im Sommer 2013 wurde der ukrainischen Filiale der Kette antiukrainische Stimmung und Geringschätzung der Gäste vorgeworfen.
Im Sommer 2014 führten Aktivisten der Kampagne „Kauft keine russischen Waren!“ in vielen Cafés des Netzwerks in Kiew mehrere Flashmobs und Protestaktionen durch. Junge Menschen verteilten Munition an Besucher und fielen anschließend wie tot um. Dabei informierten sie die Menschen über den russischen Ursprung der Cafés und darüber, dass ein Teil der Gewinne der Cafés in die russische Wirtschaft fließt.